# Balgarska Armiya Stadium
Balgarska Armia (em búlgaro: "Българска Армия", traduzido como Estádio do Exército Búlgaro) é o estádio do clube de futebol búlgaro CSKA Sofia. Está situado na Borisova gradina (Jardim do Rei Boris), no centro de Sofia. O estádio tem quatro setores e um total de 22.995 (18.495) assentos, dos quais 2.100 estão cobertos. O comprimento do gramado é de 105 metros e a largura é de 68 metros. 
O estádio é dividido em quatro setores:
- Setor A: 6417 assentos
- Setor B: 4889 assentos
- Setor V: 5689 assentos
- Setor G: 6000 (1500 lugares [2] )

O complexo esportivo também inclui campos de tênis, quadra de basquete e instalações de ginástica, bem como o CSKA Sofia Glory Museum. A sala de conferência de imprensa tem 80 assentos.

## História
Construído em 1923 para a AS-23, o estádio era conhecido como Parque Atlético até 1944, quando a AS-23 se fundiu com outros dois clubes para formar o Chavdar Sofia. 
De 1944 a 1948 foi chamado de Estádio Chavdar. Entre 1948 e 1990 foi o Estádio do Exército do Povo, e desde 1990 é o Estádio Balgarska Armia. 
A estrutura atual foi construída pelo arquiteto Anton Karavelov no período entre 1965 e 1967 nos antigos terrenos da AS-23. Foi reconstruído novamente em 1982, e incluiu a introdução de holofotes.
Em 2000, o estádio foi equipado com um novo sistema de som surround Dynacord, com 48 quilowatts e 107 decibéis. A iluminação elétrica também é de última geração e cobre o campo com 2100 lux.

## Desenvolvimentos
No início de 2009, os novos proprietários do clube anunciaram um ambicioso projeto para um novo estádio no lugar do atual, cuja construção só começaria se a CSKA Sofia se qualificasse para as fases de grupos da UEFA Europa League daquela temporada, que o clube fez.
Em 13 de outubro de 2009, os proprietários do clube anunciaram que a construção de um estádio começaria em 1º de fevereiro de 2010. O atual estádio deveria ser demolido para abrir espaço para o novo local moderno de 30 mil lugares. No entanto, a construção não começou pois as negociações entre os proprietários e o Ministério do Esporte não se concretizaram. Os proprietários do clube apenas reconstruiram algumas partes do estádio para receber a licença A do futebol búlgaro.